# Rathbunamon
Rathbunamon is een geslacht van kreeftachtigen uit de klasse van de Malacostraca (hogere kreeftachtigen).

## Soort
- Rathbunamon lacunifer (Rathbun, 1904)